# دانیل پینیلوس
دانیل پینیلوس (انگلیسی: Daniel Pinillos؛ زادهٔ ۲۲ اکتبر ۱۹۹۲) بازیکن فوتبال اهل اسپانیا است.
از باشگاه‌هایی که در آن بازی کرده‌است می‌توان به باشگاه فوتبال کوردوبا، باشگاه فوتبال ناتینگهام فارست، و باشگاه فوتبال راسینگ سانتاندر اشاره کرد.